# RT-20

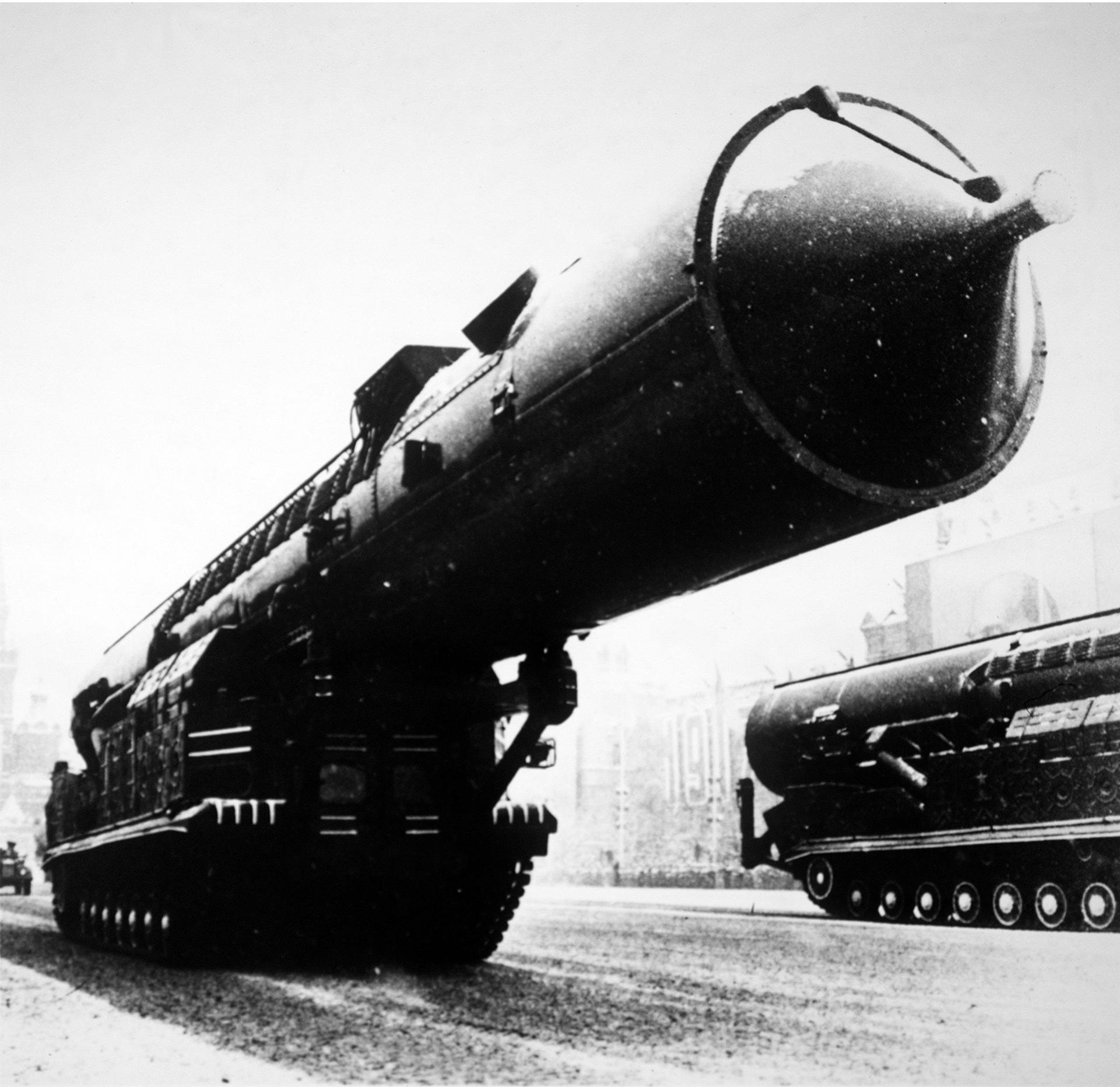

RT-20 foi uma linha de mísseis soviéticos, desenvolvida mas não implantada.